# Francesco Sforza (1401–1466)
Francesco Sforza (San Miniato, 1401. július 23. – Milánó, 1466. március 8.) itáliai zsoldosvezér, Milánó hercege.

## Életpályája
Annak a Sforza olasz hercegi családnak a tagja volt, amely a 14–16. százaban Milánó felett uralkodott. Francesco a család alapítójának, Giacomo Attendolo Sforza zsoldosvezérnek a fiaként 1401. július 25-én született Nápolyban (Milánóban 1466. március 8-án halt meg). Francesco apja példáját követve, ugyancsak zsoldoscsapat vezére lett. Filippo Maria Visconti milánói herceg leányát vette feleségül. Apósának halála után, 1450-ben a Milánói Hercegség ura lett. Kormányzásával elnyerte alattvalói ragaszkodását, hercegségét 1464-ben Genova meghódításával gyarapította. örököse legidősebb fia, Galeazzo Maria Sforza lett (született 1444. január 24-én), azonban ő 1476-ban összeesküvés áldozata lett. 

## Forrás
- Uj Idők lexikona I–XXIV. (szerk.) Dr. Balla Antal – Dr. Benedek László – Dr. Bacsó Jenő – Dr. Angeli Ottó. Budapest: Singer és Wolfner Irodalmi Intézet Rt. 1936–1942.   21–22. Pozdorja – Szikes (Budapest, 1941) 5446. o.